# Vojtěch Jarník
Vojtěch Jarník (Praga, 22 de dezembro de 1897 – Praga, 22 de setembro de 1970) foi um matemático tcheco
Sua principal área de trabalho foi a teoria dos números e análise matemática. Provou diversos resultados sobre problemas de ponto reticulado. Também desenvolveu o algoritmo da teoria dos grafos conhecido como algoritmo de Prim.
A Competição Matemática Internacional Vojtěch Jarník, que ocorre todo ano em Ostrava, é organizada em sua homenagem.

## Publicações selecionadas
- V. Jarník: O jistém problému minimálním [Sobre um determinado problema mínimo], Práce Moravské Přírodovědecké Společnosti, 6, 1930, pp. 57–63. (em tcheco)